# لول محمد چوا
لول محمد چوا (انگلیسی: Lol Mahamat Choua؛ زادهٔ ۱۵ ژوئن ۱۹۳۹ – ۱۵ سپتامبر ۲۰۱۹) سیاستمدار اهل چاد بود.
وی از آوریل تا سپتامبر ۱۹۷۹ رئیس کشور چاد بود و سعی در تشکیل دولت موقت و وحدت ملی داشت اما در این کار موفق نبود در نهایت با تشکیل دو کنفرانس در لاگوس، نیجریه حکومت به گوکونی عویدی که قبل از آن نیز رئیس‌جمهور این کشور بود سپرده شد.